# Jardiner galtablanc
El jardiner galtablanc (Ailuroedus buccoides) és una espècie d'ocell de la família dels ptilonorínquids (Ptilonorhynchidae) que habita la selva humida de les illes de Waigeo, Batanta, Salawati, Japen i les terres baixes del nord-oest de Nova Guinea.

## Taxonomia
Els treballs de Irestedt et al. (2015) van propiciar l'escissió de dues espècie, tradicionalment incloses a Ailuroedus buccoides: A. stonii i geislerorum.